# Strigocossus guillemei
Strigocossus guillemei is een vlinder uit de familie houtboorders (Cossidae). De wetenschappelijke naam van deze soort werd voor het eerst geldig gepubliceerd in 1916 door Houlbert.
De soort komt voor in tropisch Afrika.